# Gactornis enarratus
Il succiacapre dal collare (Gactornis enarratus G.R.Gray, 1871) è un uccello della famiglia Caprimulgidae, endemico del Madagascar. È l'unica specie del genere Gactornis.

## Descrizione
Raggiunge una lunghezza di circa 24 cm e un peso di circa 55 gr. Entrambi i sessi hanno un piumaggio di colore grigio brunastro con chiazze nerastre sul dorso, parti inferiori più chiare e una fascia di colore rossastro attorno al collo.

## Biologia
Ha abitudini crepuscolari e notturne.

### Alimentazione
È una specie insettivora.Si nutre prevalentemente di coleotteri (scarabei, maggiolini, tenebrionidi).

### Riproduzione
La stagione riproduttiva va da settembre a dicembre. Le uova vengono deposte sul terreno, direttamente sulla lettiera della foresta o talora all'interno di piante epifite, in genere a non più 2 metri dal suolo. Durante la cova sia il maschio che la femmina restano vicini alle uova. In caso di pericolo, il maschio esegue una parata di difesa, aprendo la bocca ed emettendo dei fischi. Se la minaccia persiste, può mettersi a svolazzare fingendosi ferito, per attirare verso di sé l'eventuale aggressore.

## Distribuzione e habitat
La specie è diffusa nelle foreste tropicali della parte orientale e settentrionale del Madagascar.